# Pressure
Pressure - singel brytyjskiego zespołu muzycznego Anathema. Nie został nigdy wydany ze względu na brak zainteresowania ze strony MTV i stacji radiowych. Przez to wytwórnia Music For Nations zdecydowała, by ostatecznie nie wydawać tego singla.

## Lista utworów
1. "Pressure (Edit)" - 04:52
2. "Pressure" - 06:08

## Twórcy
- Vincent Cavanagh - śpiew, gitara
- Daniel Cavanagh - gitara, instrumenty klawiszowe, śpiew
- Les Smith - instrumenty klawiszowe
- Dave Pybus - gitara basowa
- John Douglas - perkusja